# Арагацотн
40°25′0″ пн. ш. 44°10′0″ сх. д. / 40.41667° пн. ш. 44.16667° сх. д.
Це стаття про марз Арагацотн. Стаття про село — Арагацотн.
Арагацо́тн (вірм. Արագածոտն) — марз (область) у Вірменії, на заході країни. На північному заході межує з марзом Ширак, на північному сході з марзом Лори, на сході з марзом Котайк, на південному сході з Єреваном, на півдні з марзом Армавір, а на заході з Туреччиною. Адміністративний центр — Аштарак. Інші міста — Апаран та Талін.

## Етимологія
Арагацотнський марз свою назву успадкував від Арагацотнського гавару Айраратського ашхара. Назва регіону дослівно перекладається, як «підніжжя Арагацу» (найвищої гори сучасної Вірменії).

## Географія

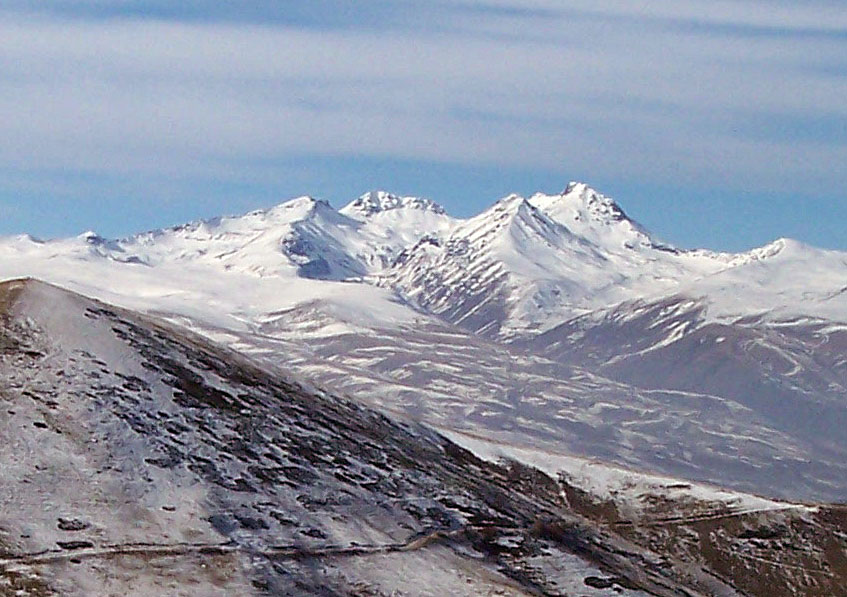
Арагац, вигляд зі сходу, зліва на право можна побачити вершини: Південна, Західна, Східна, Північна

Головною особливістю географічного розташування марзу є те, що він знаходиться між столицею Вірменії Єреваном та найвищою горою країни Арагацом (4090 м), від якого і походить назва регіону. Абсолютна височина найнижчої точки — 950 метрів, найвищої — 4090 метрів. Арагацотнський марз рясніє студеними ключами, що б'ють з-під вулканічного покриття, які живлять численні річки. Основною водною артерією марзу є річка Касах зі своїми основними притоками — Гегарот та Амберд. На річці Касах було побудовано Апаранське водосховище. На нагор'ї Арагацу, поруч з вершиною, знаходиться озеро Карі Ліч (Кам'яне озеро). У високогірних районах простягаються альпійські луки, які часто перетинаються глибокими ущелинами і голими скелями. У деяких місцях зустрічаються дубові лісочки.

## Найвизначніші пам'ятки
- Арагац — найвища гора сучасної Вірменії
- Бюраканська обсерваторія
- Фортеця Амберд
- Монастир Сагмосаванк
- Монастир Оганаванк

## Галерея

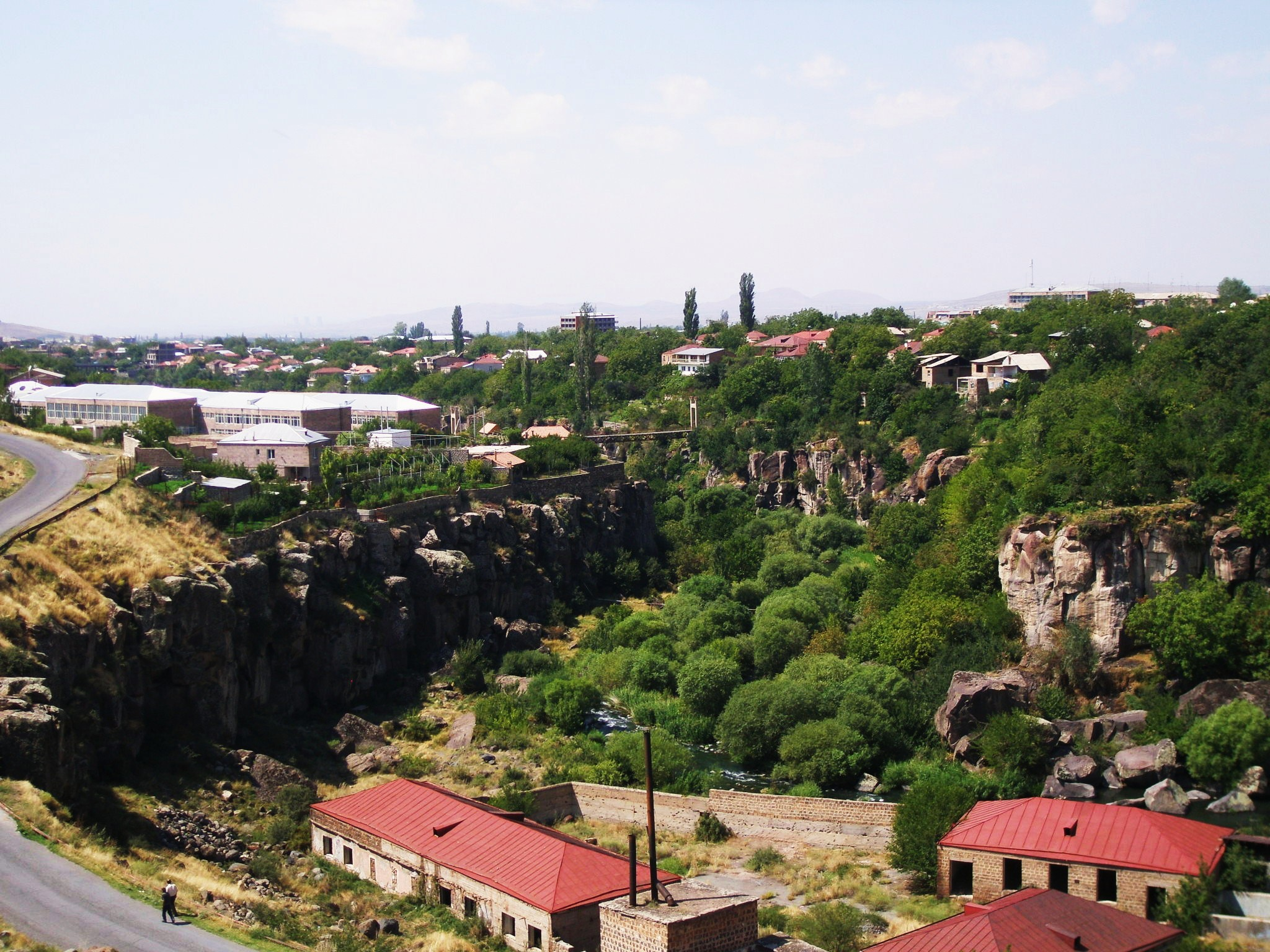
Аштарак — адміністративний центр марзу та найбільше місто регіону
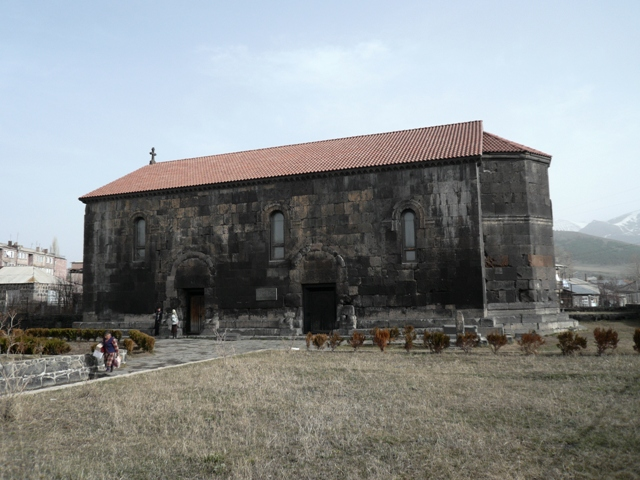
Базиліка в Апарані — другому за розміром місті регіону
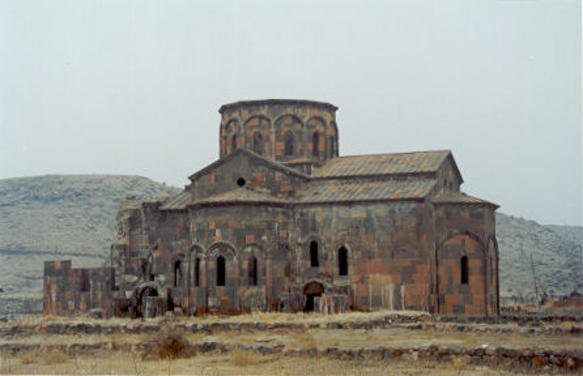
Кафедральна церква в Таліні — третьому за розміром місті регіону
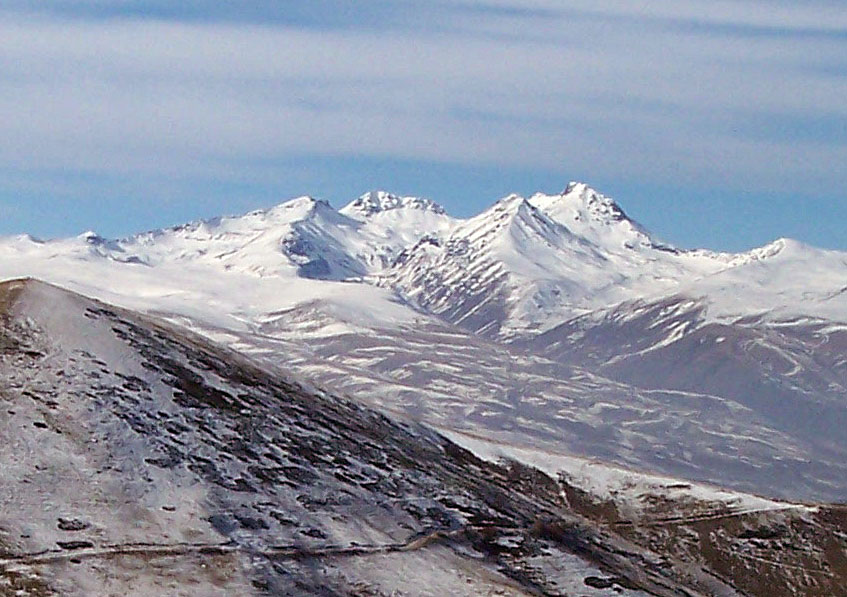
Арагац — найвища гора сучасної Вірменії
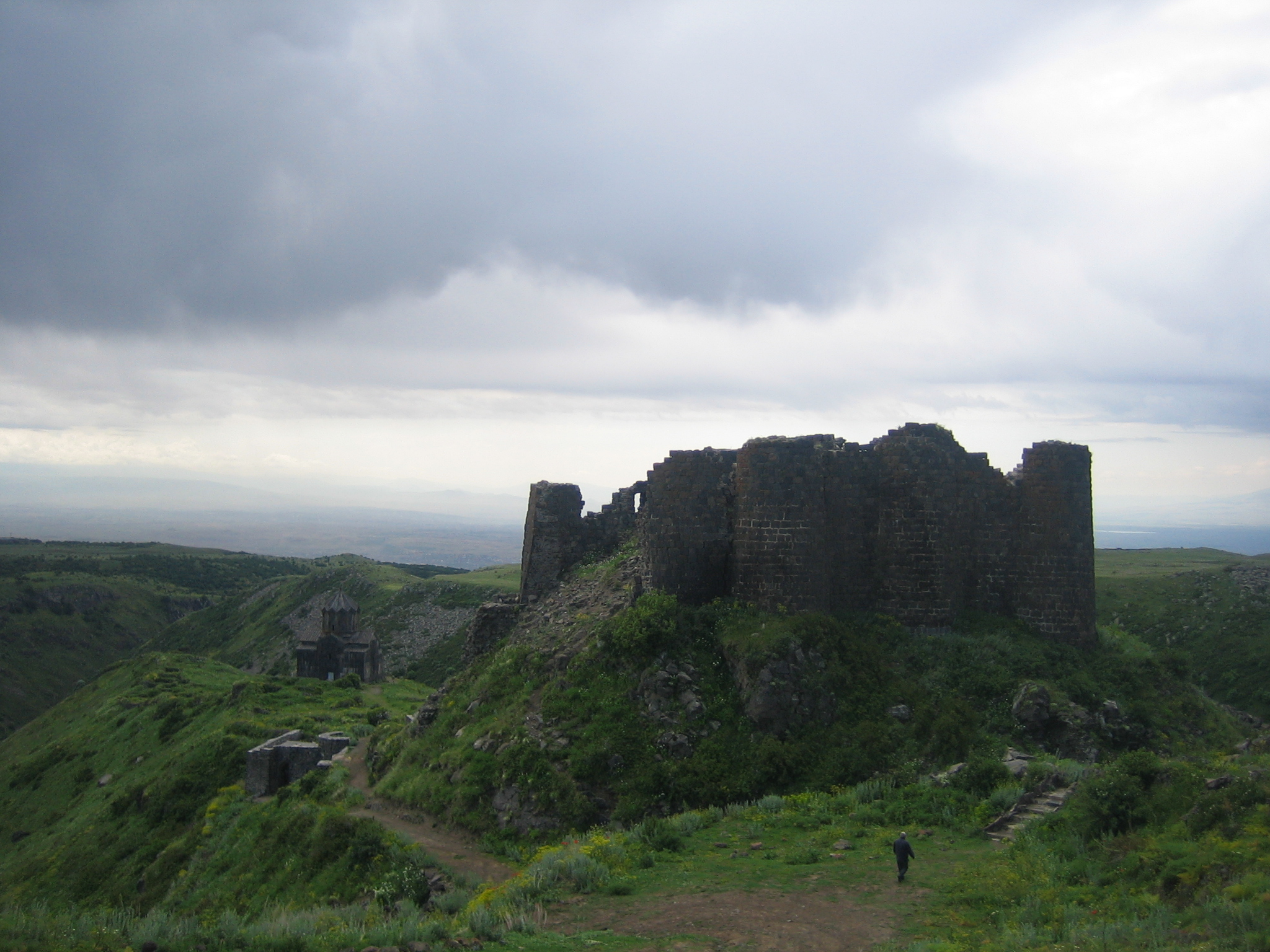
Амберд: на передньому плані фортеця, на задньому — монастир
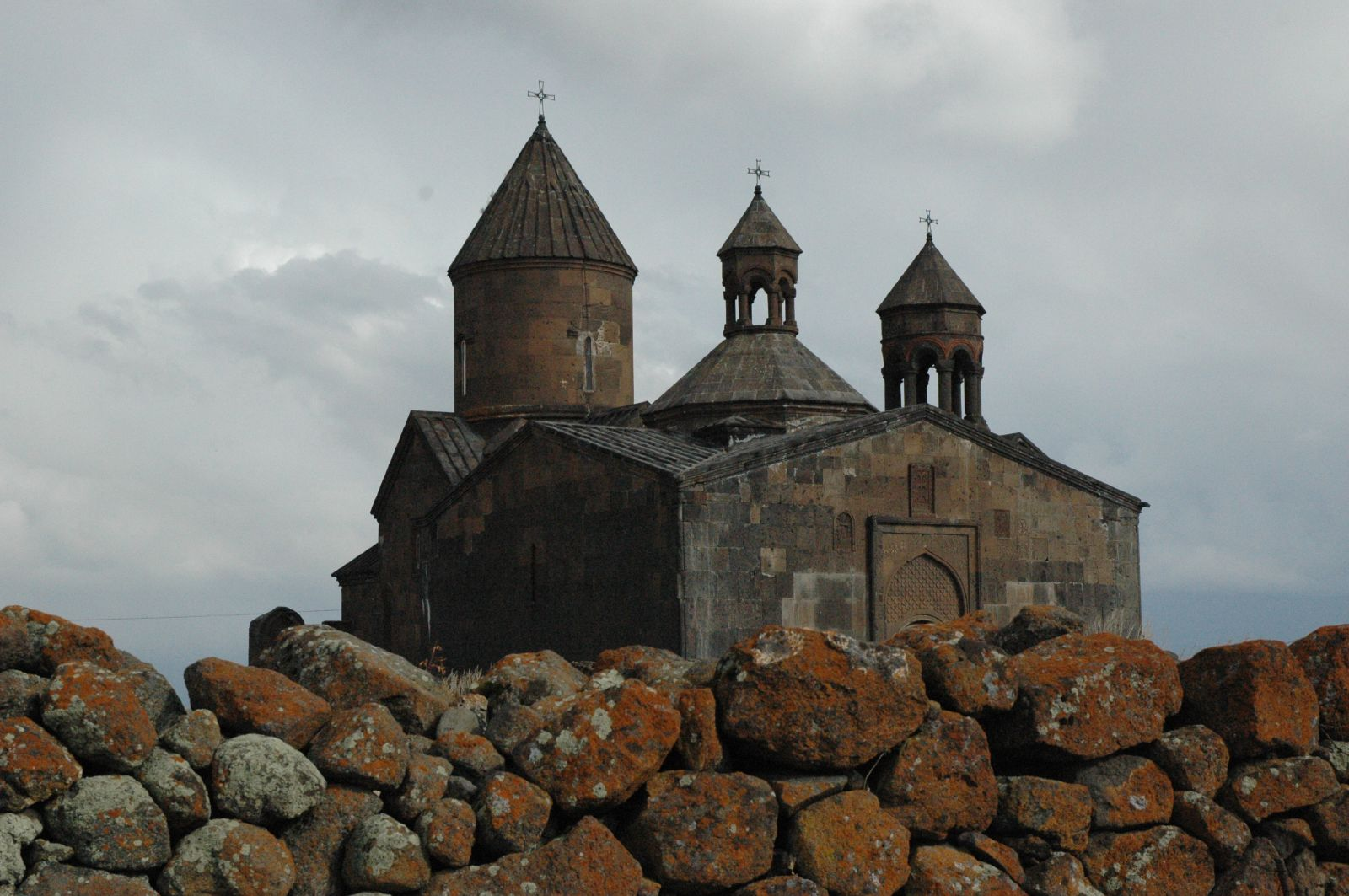
Монастир Сагмосаванк, XIII століття
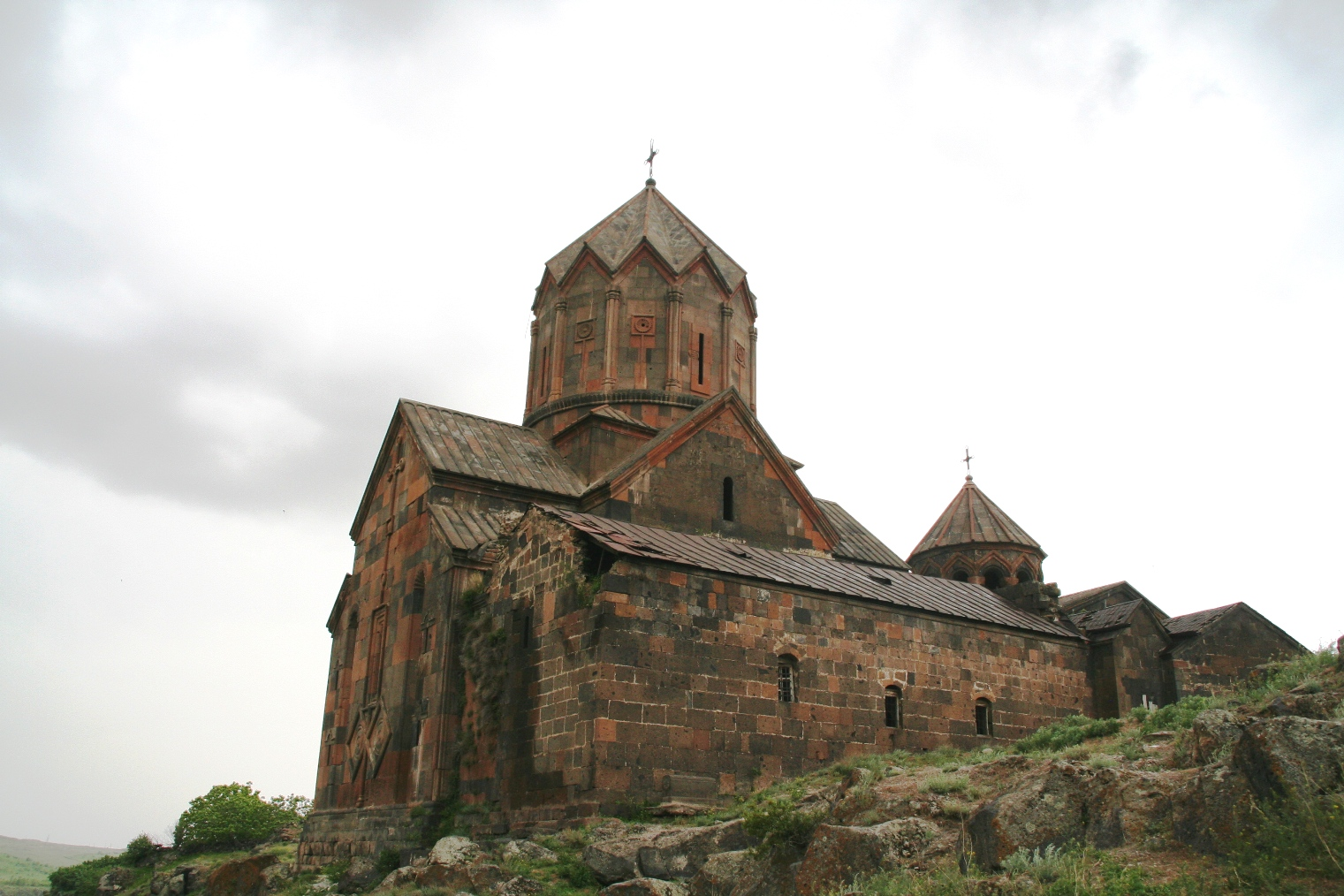
Монастир Оганаванк, V століття

## Найбільші населені пункти
Міста з населенням понад 5 тисяч осіб:
| Назва міста | Населення, осіб (2010) |
| ----------- | ---------------------- |
| Аштарак     | 21588                  |
| Апаран      | 6618                   |
| Арагацаван  | 5870                   |
| Ошакан      | 5822                   |
| Талін       | 5702                   |